# John Leguizamo
Jonathan Alberto "John" Leguizamo (sinh ngày 22 tháng 7 năm 1964) là một diễn viên Mỹ. Ông được biết đến với phong thái tràn đầy năng lượng của mình.

## Thời thơ ấu
Jonathan Alberto Leguizamo sinh tại Bogotá, Colombia vào ngày 22 tháng 7 năm 1964, con trai của Alberto và Luz Leguizamo và ông lớn lên trong khu phố Pháp.

## Sự nghiệp diễn xuất

### Điện ảnh
| Năm  | Tên phim                  | Vai diễn       | Ghi chú    |
| ---- | ------------------------- | -------------- | ---------- |
| 2021 | Encanto: Vùng đất thần kỳ | Bruno Madrigal | Lồng tiếng |